# Mohamed Salah Mzali
Pour les articles homonymes, voir Famille Mzali.
Mohamed Salah Mzali (en arabe : محمد الصالح مزالي, Muḥammad aṣ-Ṣālaḥ Mzālī), né le 11 février 1896 à Monastir et mort le 22 novembre 1984, est un enseignant, historien, auteur et homme politique tunisien.

## Biographie
Issu d'une famille monastirienne dont les membres ont servi dans la magistrature, l'armée et l'administration, il suit un cursus académique aboutissant à un doctorat en droit, sciences politiques et économiques de l'université de Lyon ; il est aussi fait docteur honoris causa en philosophie. Il reçoit par ailleurs deux grands prix d'honneur du Collège Sadiki et du lycée Carnot de Tunis.
Il se lance dans une carrière administrative de près de trente ans, en travaillant pour l'administration tunisienne (section d'État), le ministère de la Justice, le caïdat de Bizerte et les archives générales. Parallèlement, il enseigne plus de vingt ans au Collège Sadiki, à la Zitouna (section du notariat) et à l'École supérieure de commerce.

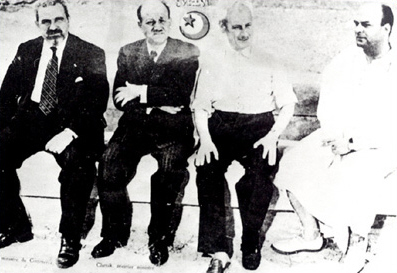
Mzali (gauche), accompagné de M'hamed Chenik, Mahmoud El Materi et Mohamed Ben Salem durant leur déportation en 1952-1953.

Durant dix ans, il suit une carrière gouvernementale à la tête des ministères des Habous, du Commerce et de l'Artisanat et de l'Industrie, notamment dans le second gouvernement de Chenik en 1950. Il est arrêté et déporté dans le Sud du pays avec l'ensemble du gouvernement lors de la répression de mars 1952.
Relâché un an plus tard, il est choisi par les autorités coloniales pour former un gouvernement en février 1954. Le 2 mars, il est nommé grand vizir. Son gouvernement, bien que composé d'administrateurs compétents et intègres, est peu populaire et la cible de virulentes critiques pour sa collaboration avec les autorités françaises ; il n'a d'ailleurs pas le soutien du Néo-Destour. La crise qui s'ensuit débouche sur la démission du gouvernement Mzali le 17 juin de la même année.
Au lendemain de l'indépendance, en février 1959, Mzali est condamné pour collaboration et pour avoir contrecarré la résistance à l'occupant durant son ministère ; ses biens sont confisqués et il est frappé d'indignité nationale. Le président Habib Bourguiba le gracie quelques années plus tard.
Mzali est aussi membre du comité directeur de l'Institut de Carthage et du comité de rédaction de la Revue tunisienne ; il collabore également à la revue Al Fajr, Al Majalla zeitounia, etc.
Il est lauréat de l'Alliance française, de l'Académie des Jeux floraux et d'autres concours littéraires.

## Publications
Mzali est l'auteur de plusieurs livres rédigés en arabe et en français.

### Arabe
- Wathaek tounisia (Min rasael Ibn Abi Dhiaf ; Ahwal tounes kabl el ihtilal).
- Al wiratha ala al arch el housseïny.

### Français
- L'évolution économique de la Tunisie, Tunis, Société anonyme de l'imprimerie rapide, 1921, 159 p.[2].
- La situation en Tunisie à la veille du protectorat : d'après les lettres de Conti à Khereddine et d'autres documents inédits, Tunis, Maison tunisienne de l'édition, 1969, 57 p.[3].
- L'hérédité dans la dynastie husseinite : évolution et violations, Tunis, Maison tunisienne de l'édition, 1969, 80 p.[4].
- Au fil de ma vie, Tunis, Hassan Mzali, 1972[5].
- Les beys de Tunis et le roi des Français, Tunis, Maison tunisienne de l'édition, 1976, 165 p.[6].
- Kheredine : homme d'État, documents historiques annotés, mémoires, Tunis, Maison tunisienne de l'édition, 1971, 324 p., avec Jean Pignon[7].
- Correspondances de Kheïreddine.